# Egyedi azonosító jel meghamisítása
Az egyedi azonosító jellel visszaélés  a közbizalom elleni bűncselekmények csoportjába tartozik.
A bűncselekmény neve a hatályon kívül helyezett, korábbi Büntető Törvénykönyvben egyedi azonosító jel meghamisítása volt.

## A hatályos szabályozás
„347. § (1) Aki
a) egyedi azonosító jelet eltávolít vagy meghamisít,
b) olyan dolgot szerez meg, használ fel, vagy olyan dologról rendelkezik, amelynek egyedi azonosító jele hamis, hamisított, vagy amelynek egyedi azonosító jelét eltávolították,
bűntett miatt három évig terjedő szabadságvesztéssel büntetendő.
(2) A büntetés egy évtől öt évig terjedő szabadságvesztés, ha az (1) bekezdésben meghatározott bűncselekményt üzletszerűen vagy bűnszövetségben követik el.
(3) E § alkalmazásában egyedi azonosító jel: az olyan dolognak, amelynek a birtoklását vagy rendeltetésszerű használatát jogszabály hatósági engedélyhez köti, a gyártónak vagy a hatóságnak a dolgon, illetve annak alkotórészén alkalmazott, egyedi azonosításra szolgáló jelölése.”

## A korábbi szabályozás: egyedi azonosító jel meghamisítása
A hatályon kívül helyezett Büntető Törvénykönyv 277/A. §-ában tartalmazta az egyedi azonosító jel meghamisítása bűntettet. Rendelkezései szerint aki 
- a) egyedi azonosító jelet eltávolít, vagy egyéb módon meghamisít,
- b) olyan dolgot szerez meg, vagy használ fel, amelynek egyedi azonosító jele hamis, hamisított, illetőleg amelynek egyedi azonosító jelét eltávolították, bűntettet követ el, és három évig terjedő szabadságvesztéssel büntetendő.[2]

A büntetés öt évig terjedő szabadságvesztés volt, ha az (1) bekezdésben meghatározott bűncselekményt
- a) üzletszerűen,
- b) bűnszövetségben követték el.[3]

## Jogi tárgya
A bűncselekmény jogi tárgya az ingók beazonosítását célzó gyártói vagy hatósági jelölések védelméhez fűződő társadalmi érdek.

### Elkövetési tárgy
A bűncselekmény elkövetési tárgya az egyedi azonosító jel. A Btké. 25/A. §-a szerint egyedi azonosító jel: az olyan dolognak, amelynek a birtoklását vagy rendeltetésszerű használatát jogszabály hatósági engedélyhez köti, a gyártónak vagy a hatóságnak a dolgon, illetőleg annak alkotórészén alkalmazott, egyedi azonosításra szolgáló jelölése.
Az állam egyes dolgok forgalomba hozatalánál feltételül határozza meg, hogy a gyártónak a terméket azonosító jellel kell ellátnia (például gépkocsi, lőfegyver). Az állam emellett egyes dolgok birtoklását hatósági regisztrációhoz köti, hogy ezen dolgok forgalma követhető legyen. Az államnak elemi érdeke fűződik az ilyen jelölések érintetlenségéhez.

### Elkövetési magatartás
A bűncselekmény elkövetési magatartásai az azonosító jel:
- eltávolítása - fizikai létezés megszüntetése (alvázszám lecsiszolása),
- egyéb módon meghamisítása - például számok átütése,
- megszerzése - hamis, hamisított egyedi azonosító jelű vagy olyan dolog birtokbavételét jelenti, amelynek egyedi azonosító jelét eltávolították,
- felhasználása - joghatás kiváltására alkalmas tevékenység.